# سیاه‌پوستان آبخازی

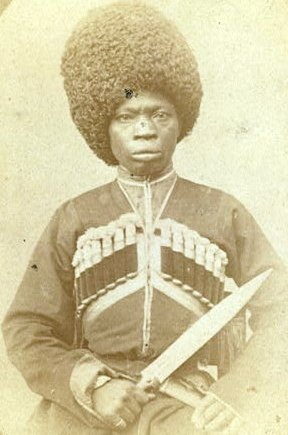
نگاره‌ای از یکی از سیاه‌پوستان آبخاز که در سال ۱۸۷۰ م. توسط جورج کنان در قره‌باغ ثبت شد. این نگاره در مالکیت کتابخانهٔ ملی کنگرهٔ آمریکا قرار دارد.

سیاه‌پوستان آبخازی (به گرجی: შავკანიანი აფხაზები) گروهی کوچک از سیاه‌پوستان آفریقایی‌تبار بودند که در چند روستا در ناحیه اوچامچیرا و در کنارهٔ دریای سیاه در اروپای شرقی سکونت کرده و زندگی می‌کردند.